# غیرمعمولی
غیرمعمولی (به انگلیسی: Atypical) یک مجموعه‌تلویزیونی کمدی تاریک به نویسندگی و کارگردانی رابیا رشید است که برای شبکه نتفلیکس ساخته شد. داستان حول نوجوانی ۱۸ ساله به نام سم (کیر گیلکریست) است که مبتلا به اختلال اوتیسم می‌باشد.

## قسمت
| فصل | قسمت‌ها | قسمت‌ها | تاریخ اصلی پخش | تاریخ اصلی پخش |
| --- | ------ | ------ | -------------- | -------------- |
| ۱   | ۸      | ۸      | ۱۱ اوت ۲۰۱۷    | ۱۱ اوت ۲۰۱۷    |
| ۲   | ۱۰     | ۱۰     | ۷ سپتامبر ۲۰۱۸ | ۷ سپتامبر ۲۰۱۸ |
| ۳   | ۱۰     | ۱۰     | ۱ نوامبر ۲۰۱۹  | ۱ نوامبر ۲۰۱۹  |
| ۴   | ۱۰     | ۱۰     | ۹ ژوئیه ۲۰۲۱   | ۹ ژوئیه ۲۰۲۱   |